# Actinote dice
Actinote dice är en fjärilsart som beskrevs av Jean Baptiste Godart 1819. Actinote dice ingår i släktet Actinote och familjen praktfjärilar. Inga underarter finns listade i Catalogue of Life.